# Apistogramma guttata
Apistogramma guttata är en fiskart som beskrevs av Antonio C., Kullander och Lasso A., 1989. Apistogramma guttata ingår i släktet Apistogramma och familjen Cichlidae. Inga underarter finns listade i Catalogue of Life.